# Werksrettungsdienst
Der Werksrettungdienst ist eine von großen Unternehmen betriebene Abteilung, die zur Erstversorgung des Personals bei Arbeitsunfällen, Krankheiten oder Störfällen mit Personenschäden vorgehalten wird.

## Aufbau
Für den Werksrettungsdienst gelten die gleichen personellen Auflagen wie im öffentlichen Rettungsdienst. Diese können von Land zu Land unterschiedlich sein. Die Ausstattung der Fahrzeuge obliegt ebenfalls den gesetzlichen Vorschriften. Zum Fuhrpark eines Werksrettungsdienstes kann neben einem (oder mehreren) Rettungswagen auch ein  Notarzteinsatzfahrzeug, der meist vom Betriebsarzt besetzt wird, gehören. Dies ist in erster Linie von der Größe des Betriebes abhängig. In manchen Unternehmen wird der Werksrettungsdienst unter Leitung der Werkfeuerwehr durchgeführt. Neben den Fahrzeugen zur Rettung gehört ein Sanitätsraum für eine Behandlung vor Ort zur Ausrüstung eines Werksrettungsdienstes.

## Beispiele
- In Deutschland gibt es unter anderem bei der Adam Opel AG in Rüsselsheim am Main einen Werksrettungsdienst. Dieser ist seit dem Jahr 2007 der Werkfeuerwehr untergeordnet.[1] Es werden elf Mitarbeiter beschäftigt.
- Die Merck & Co., Inc. mit Sitz in New Jersey betreibt einen Werksrettungsdienst der auch in der öffentlichen Rettung eingesetzt werden kann.[2]
- Die Sandoz GmbH in Österreich verfügt im Werk Kundl und Schaftenau über eine Werksrettung – die medizinische Einheit der Betriebsfeuerwehr Sandoz. 2021 wurde auf ein First Responder System umgestellt, ähnlich wie bei EGGER in St.Johann in Tirol und die betriebseigenen RTWs stillgelegt.
- Die Firma EGGER Holzwerkstoffe GmbH & Co OG EGGER Group betreibt im Werk St.Johann in Tirol seit dem Jahr 2011 eine betriebseigene Werksrettung. 2015 wurde im russischen Tochterwerk Gagarin ein RTW Typ C in den Dienst gestellt, im Jahr 2016 das System Werksrettung auf das Werk Wörgl ausgeweitet. Vorrangig wird in Tirol auf First Responder Basis gesetzt, anstatt eines Rettungswagens sind die Werkskräfte allesamt mit Einsatzrucksäcken und Notfallequipment ausgestattet, führen die Erstversorgung durch und übergeben die Patienten, nach erfolgter Rettung, an den  örtlichen Rettungsdienst. Neben dem medizinischen Part, bestehend aus ausgebildeten Ersthelfern, Rettungs-, Notfallsanitätern und Werksärztinnen, verfügt die EGGER Werksrettung am Standort St.Johann über eine Notfall-Leitstelle, einen Lotsendienst und einer eigenen technischen Hilfeleistung (THL). Zusammen mit den Ortsfeuerwehren St.Johann in Tirol und Oberndorf in Tirol wird zudem der Brandschutz sichergestellt. Ebenso Teile der Arbeits-Sicherheit und des Werkschutzes fallen in den Bereich der EGGER Werksrettung.